# Tanque de combustible externo

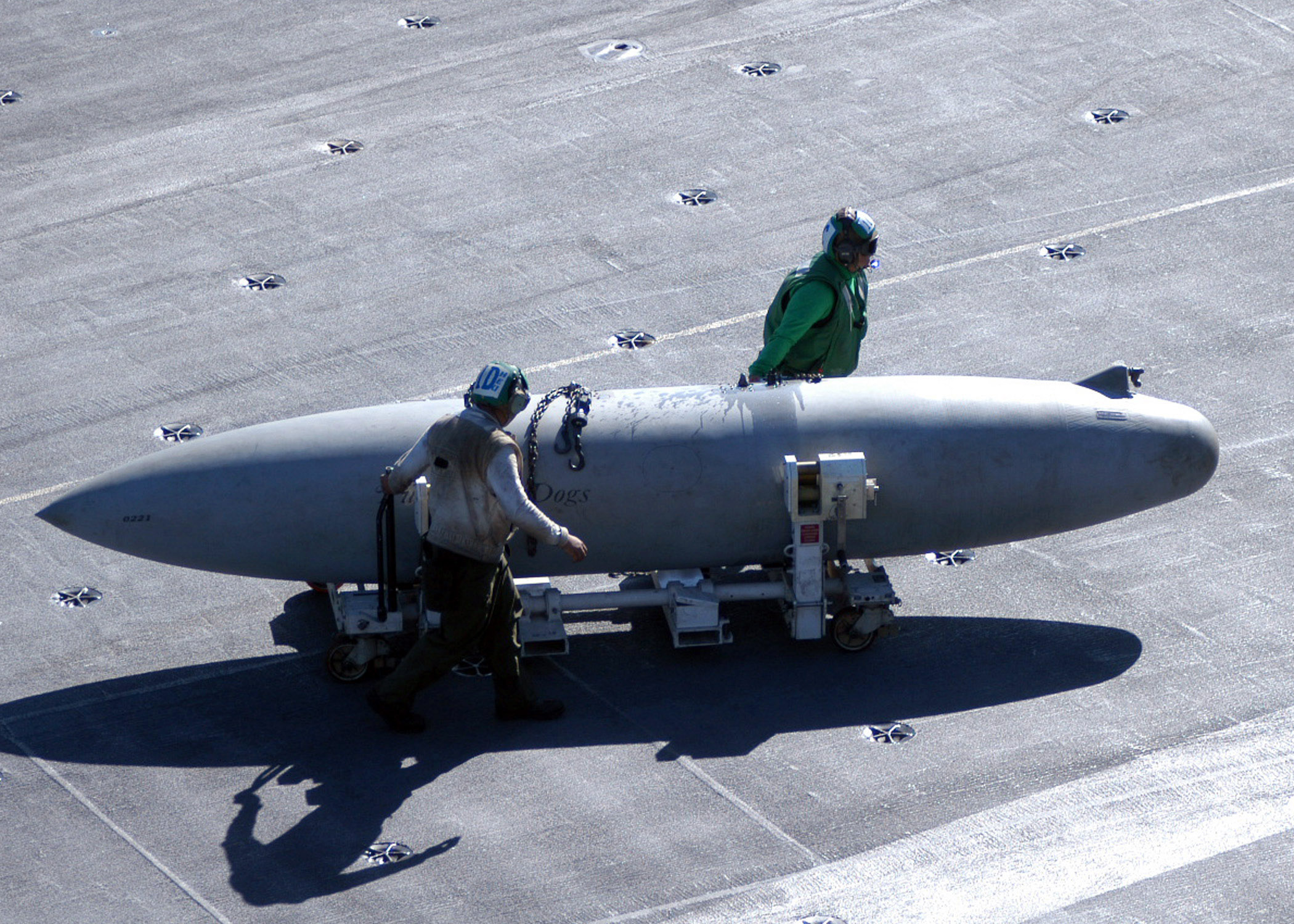
Un tanque de combustible externo Sargent Fletcher de 330 galones (~1250 litros) en un portaaviones de la Armada de los Estados Unidos.

Un depósito exterior, tanque externo (o tanque lanzable) es un depósito de combustible usado en aeronáutica con el fin de incrementar la autonomía de las aeronaves en vuelos de largo alcance; son reemplazables y a veces desechables. 

## Diseño
Los primeros tanques externos fueron diseñados para ser lanzados una vez consumidos, durante un combate aéreo o en caso de emergencia, con el fin de reducir peso, mejorar la aerodinámica e incrementar la maniobrabilidad. Los tanques externos modernos suelen ser conservados excepto en caso de emergencia.

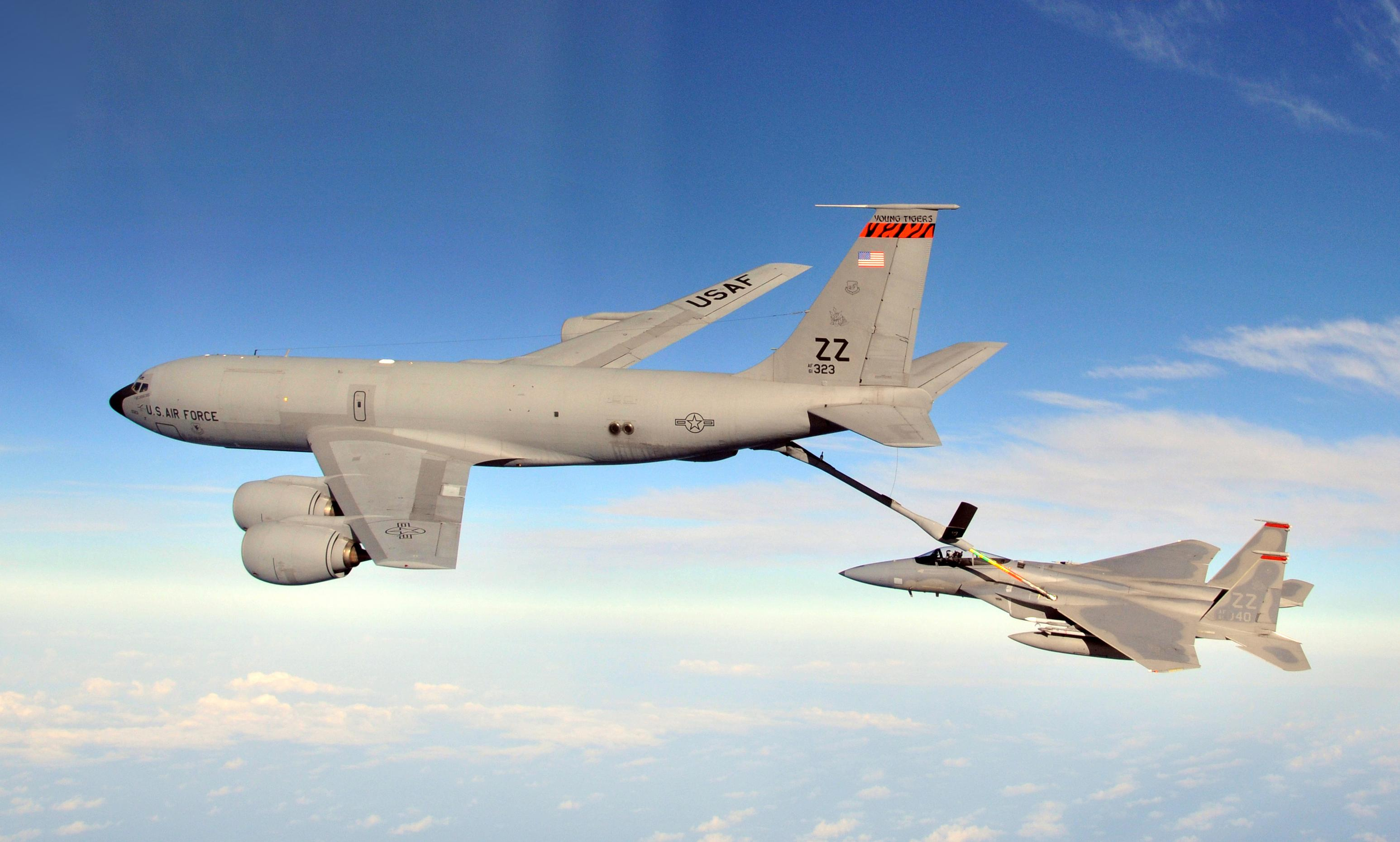
Un KC-135R reabasteciendo a un F-15 Eagle.

Están fabricados de aluminio ligero y tienen su propio sistema de llenado de combustible, pueden ser instalados bajo el fuselaje central en un pilón de carga de armas, para aumentar el alcance en los aviones de combate ligeros, los aviones más modernos también pueden transportar otros dos tanques de combustible bajo las alas, uno bajo cada ala en el pilón de carga de armas más cercano al fuselaje central y junto al motor, logrando transportar hasta tres depósitos.

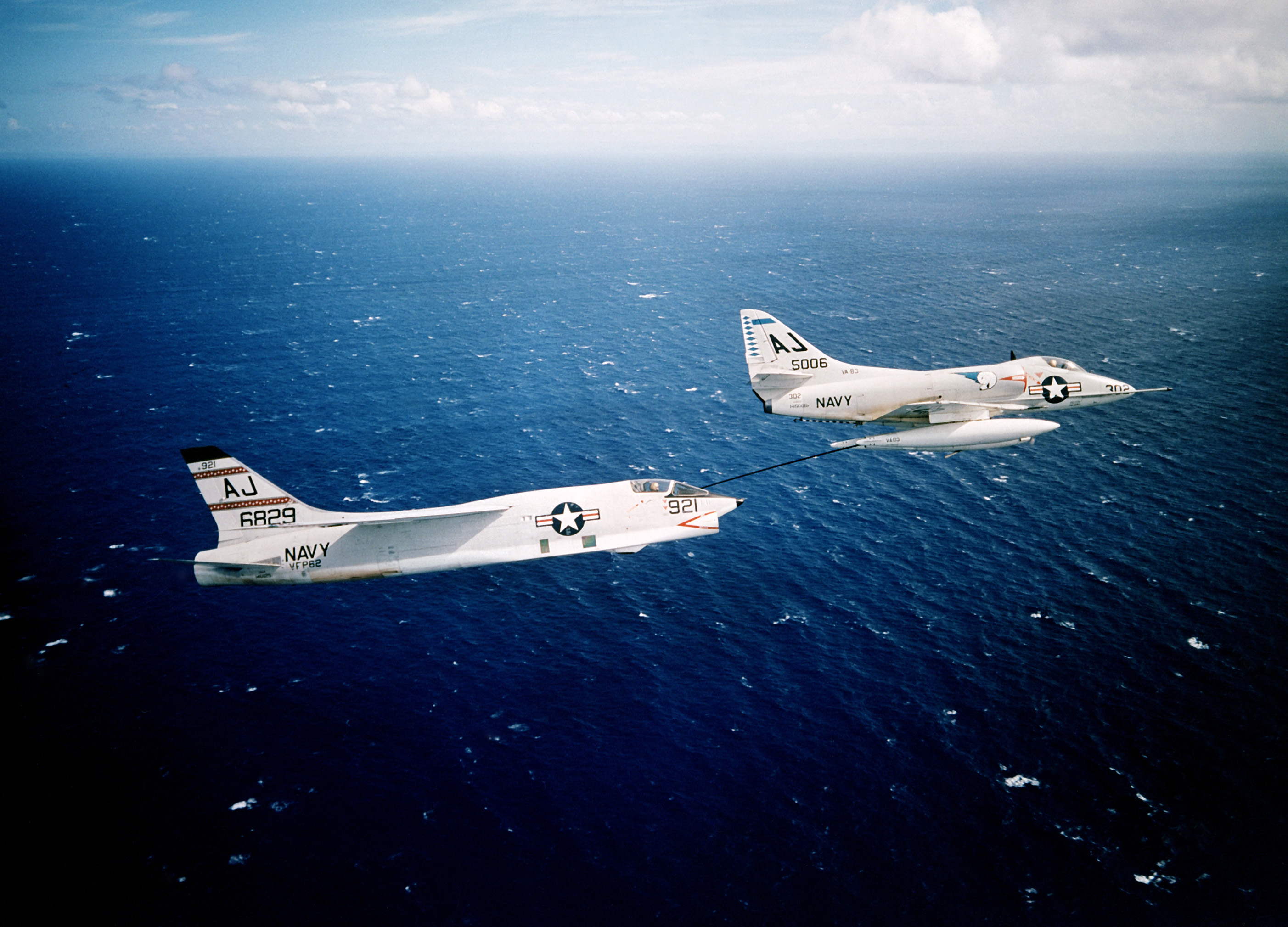
Un A4D-2 re-abasteciendo un F8U-1P.

Los tanques de combustible externo pueden ser llenados nuevamente en pleno vuelo con el sistema de reabastecimiento aéreo de combustible Reabastecimiento en vuelo desde un Avión cisterna de combustible. Con una sonda instalada en la aeronave se pueden llenar los depósitos interiores en el fuselaje de la aeronave, el tanque de combustible externo central y los dos tanques bajo las alas, para aumentar el tiempo de vuelo en las misiones de patrulla, escolta y extender la capacidad de las misiones de ataque.
La capacidad de combate de un avión liviano con depósitos exteriores, aumenta al mismo nivel que un avión pesado, que puede transportar más combustible en sus tanques internos y en el interior de las alas, pero es de más alto costo de fabricación, compra y mantenimiento, lo que permite ahorrar gastos operativos en los países que integran una Fuerza Aérea moderna con aviones de combate ligeros, que al transportar tanques de combustible externos aumentan su capacidad de combate, rango operativo y tiempo de vuelo en misiones de patrulla, ataque a tierra y combate contra otros aviones caza.
Los aviones que transportan tanques de combustible externos aumentan su tiempo de vuelo, alcance en combate, misiones de patrulla y capacidad para operar como aviones de ataque, con misiones de penetración profunda dentro de territorio enemigo y como un avión de caza naval de base en tierra, para poder atacar a los barcos enemigos en grandes distancias, pueden recibir reabastecimiento aéreo de combustible para llenar los tanques externos varias veces, durante el vuelo de ataque y durante el vuelo de retorno a la base de comando, como las misiones de ataque del avión Dassault-Breguet Super Étendard durante la guerra de las Malvinas.

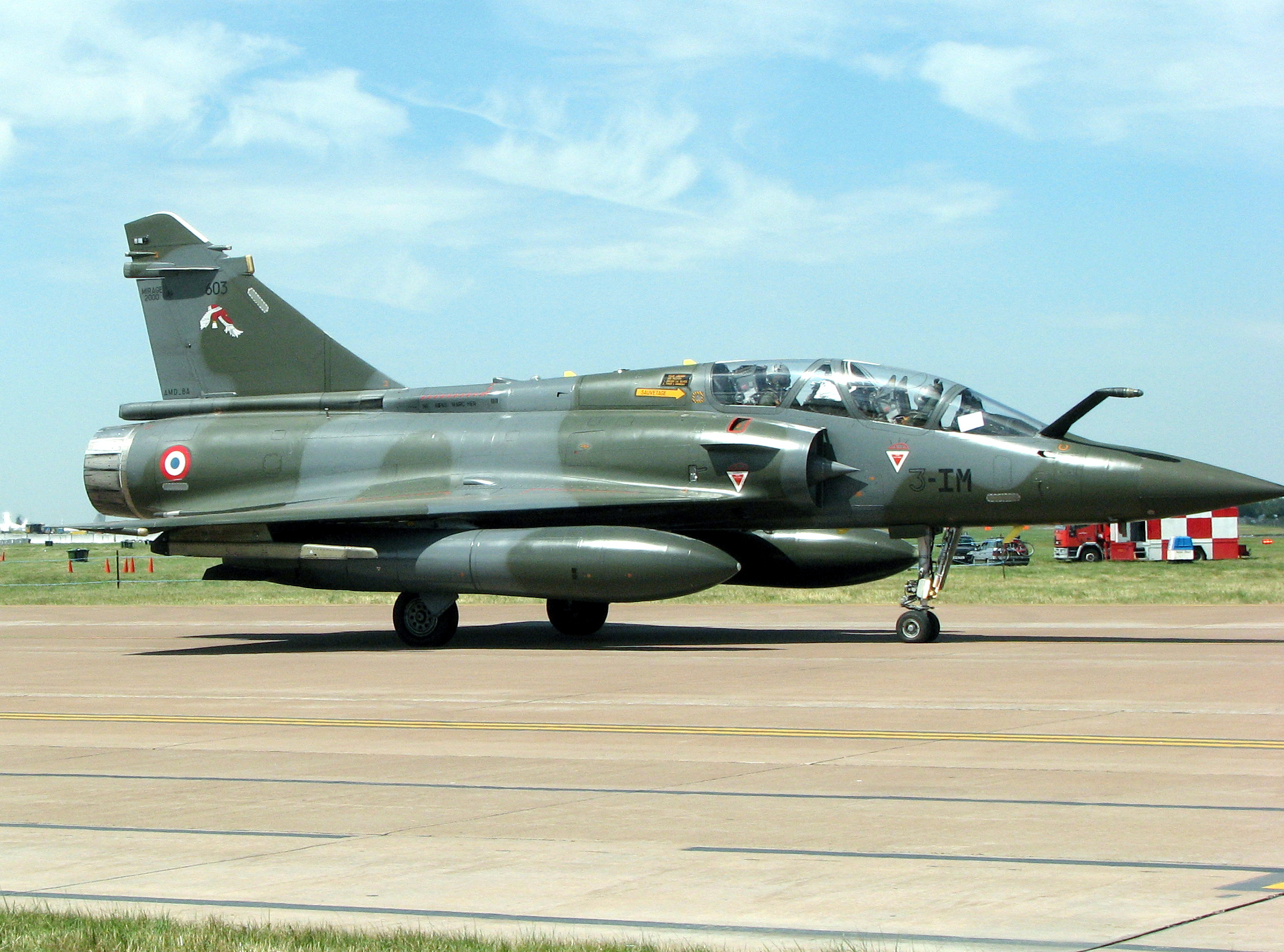
Mirage 2000D en la exhibición RIAT de 2006.

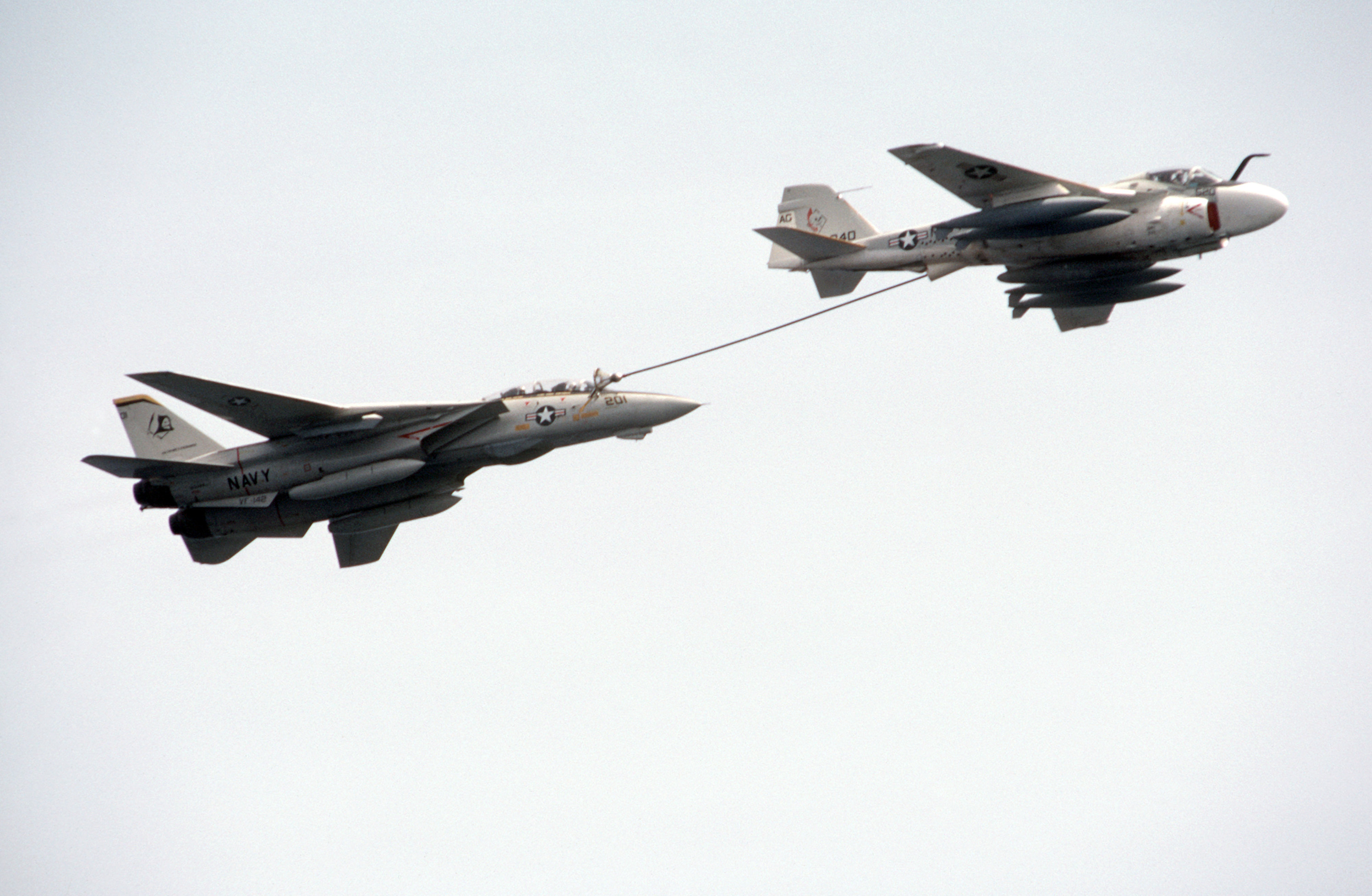
KA-6 repostando un F-14.

Los aviones embarcados en portaaviones también pueden despegar transportando varios tanques de combustible externo y luego, recibir más combustible en vuelo desde otro avión cisterna, para aumentar el tiempo de las misiones de patrulla, escolta y ataque, apoyo aéreo cercano durante el desembarco de tropas en la playa y pueden suministrar combustible desde sus propios depósitos a otros aviones, con un equipo especial de canasta y manguera flexible instalado bajo el fuselaje central, adaptado en un tanque de combustible externo que se instala bajo el fuselaje central o en un pilón de carga bajo las alas.

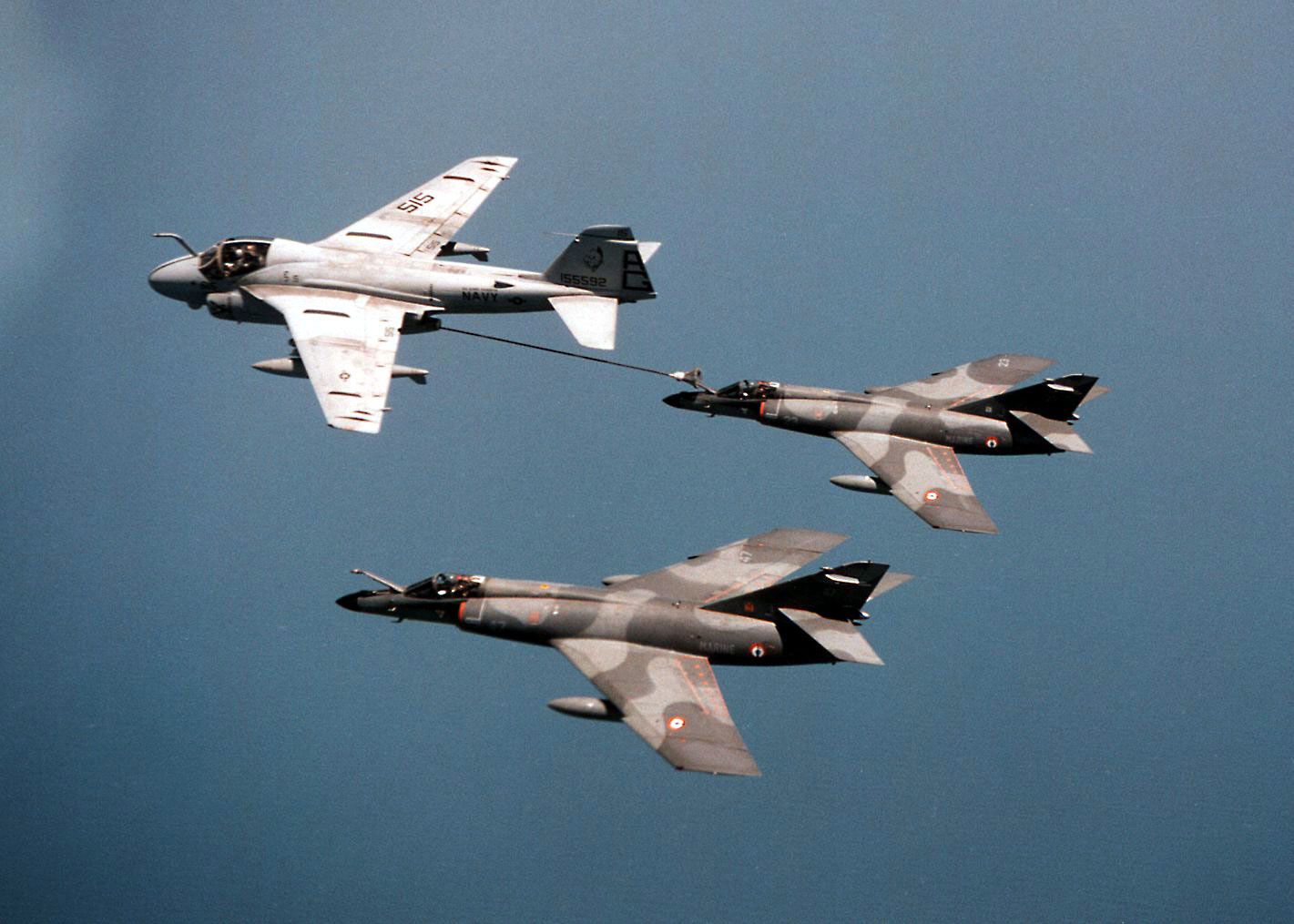
Dos Super Etendards franceses siendo reabastecidos en vuelo por un A-6E Intruder estadounidense en junio de 1996.

## Transporte
El transporte de varios tanques de combustible externos en los pilones de carga de armas de un caza ligero, ocupa el espacio de las armas transportadas bajo las alas y el fuselaje central, y reduce la capacidad de combate del avión, pero es posible transportar un tanque de combustible externo bajo un ala y un misil de medio alcance bajo la otra ala, un tanque de combustible bajo el fuselaje central que en algunos modelos de aviones parece una configuración fija de transporte y puede transportar más armas bajo las alas, también es posible transportar tres depósitos exteriores, uno bajo cada ala y uno adicional bajo el fuselaje central, para aumentar más todavía su alcance en combate.
Los aviones más modernos permiten transportar dos tanques de combustible grandes, uno bajo cada ala en góndolas aerodinámicas que parecen grandes armas, bombas o misiles, y bajo el fuselaje central se pueden transportar otras armas, bombas guiadas y misiles de ataque tipo Exocet, que son más grandes y pesados, para las misiones de ataque a tierra y ataque naval, con gran capacidad de transporte de combustible, alcance en combate y superando a otros diseños de aviones de ataque ligeros.
El piloto controla el consumo de combustible de los tanques de combustible externos transportados bajo las alas, de lado a lado para mantener el balance de la aeronave y luego consume el combustible externo instalado en el depósito bajo el fuselaje central, para finalmente seguir volando con el combustible interno del avión de caza hasta su aterrizaje programado en las misiones de patrulla y combate contra aviones caza enemigos. 
Todos los depósitos exteriores transportados por los aviones de caza ligeros, pueden ser llenados nuevamente con el Reabastecimiento en vuelo de combustible desde otro avión cisterna, de transporte, carga militar, comercial y otro avión de caza, equipado con una canasta y manguera flexible, varias veces durante un vuelo de patrulla y misión de combate de larga distancia, para misiones de patrulla, combate o entrenamiento de pilotos, generalmente los cazas ligeros se llenan de combustible dos veces, una durante el primer vuelo de la misión de combate y otra durante el vuelo de regreso a la base aérea.